# Castell de Vernet
|  | Per a altres significats, vegeu «Castell de Vernet (desambiguació)». |

Castell de Vernet ([kɘs'teʎdɘbɘɾ'nɛt], en francès Casteil), o, simplement, Castell, és un poble cap de la comuna del mateix nom, de la comarca del Conflent, a la Catalunya del Nord.
El seu terme inclou l'abadia de Sant Martí del Canigó. La comuna forma part del Parc Natural Regional del Pirineu Català.

## Etimologia
El nom de la comuna ve de la presència del castell senyorial homònim, del qual no en resta res més que pocs vestigis prop de l'església de Sant Martí Vell. Es tracta, per tant, d'un nom ja romànic de caràcter descriptiu.

## Geografia

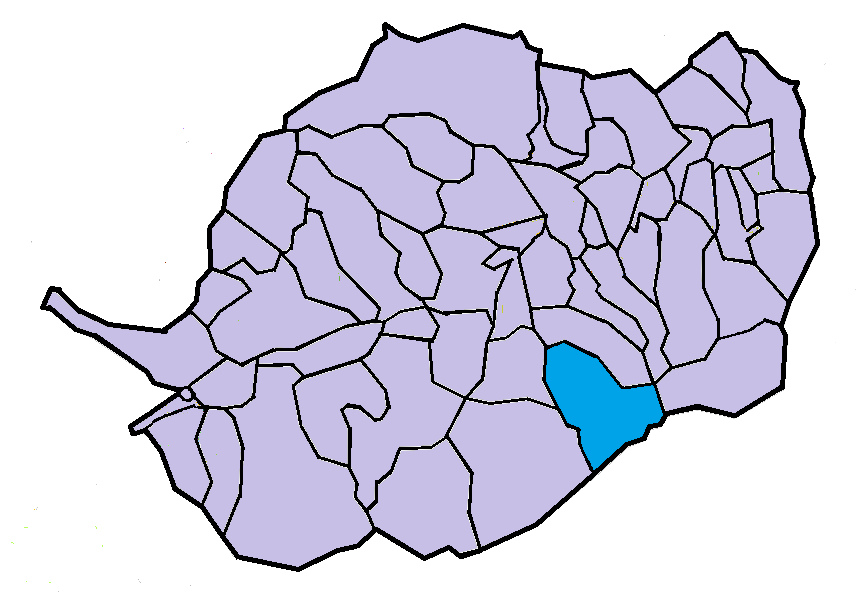
Situació de la comuna de Castell de Vernet en el Conflent

El terme comunal de Castell de Vernet, de 298.300 hectàrees d'extensió, és situat en els contraforts septentrionals del Massís del Canigó, just al sud-est del centre de la comarca del Conflent.
Comprèn tota la vall alta del Cadí, afluent de la Tet, que assoleix els punts més elevats a tots el límit meridional, de sud-est a sud-oest, n una línia en forma d'angle recte que arrenca del mateix Canigó cap al sud-est i torç després en una carena esbiaixada de sud-oest a nord-est. Des del vessant del Canigó, a 2.711,2 m alt, entre la Bretxa Durier i la Portella de Vallmanya, baixa en la direcció esmentada cap al Puig Sec (2.664,1 m alt), el vessant occidental del Puig Negre (2.666,9), on el terme gira cap al sud-oest, seguint una línia trencada en alguns angles més i fa de límit entre les comarques del Conflent i del Vallespir, passa per la Portella de Leca (2.590,7), el vessant nord-oest del Puig dels Tres Vents (2.727), la Portella dels Tres Vents (2.621,3), el Puig Rojà (2.723,5), el Pic de Bacivers (2.633,5), el Pic dels Set Homes (2.640), el Coll dels Bocacers (2.780,5), el Roc de l'Àliga (2.297), i el Cim dels Cums (2.299,7), just al nord del qual hi ha el Pla Guillem. En el Cim dels Cums el terme torç cap al nord i deixa de ser límit entre el Conflent i el Vallespir i torna a ser límit entre comunes conflentines, ara amb Pi de Conflent.
El límit occidental del terme de Castell de Vernet va baixant gradualment fins als 1.060 metres, i la que separa la vall del Cadí de la de la Rotjà, riu dels termes de Pi de Conflent i de Saorra, que són el límit oest del de Castell de Vernet, i el límit nord-oriental, és la carena que separa la vall del Cadí de la del Sant Vicenç, i també davalla gradualment fins als 1.019.
El poble es troba a 750 m alt, en l'únic sector del terme una mica pla, al seu nord-oest.
El terme comunal de Castell de Vernet està inclòs en el Parc Natural Regional del Pirineu Català.
Termes municipals limítrofs:
| Saorra         | Vernet                              |                             |
|                |                                     |                             |
| Pi de Conflent | Prats de Molló i la Presta / El Tec | Taurinyà Vallmanya Cortsaví |

### El poble de Castell de Vernet

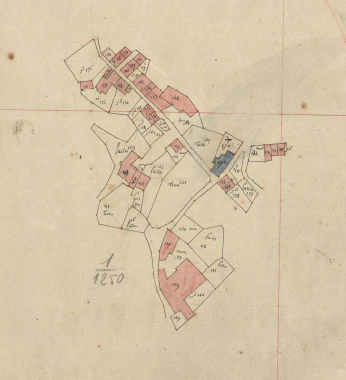
Castell de Vernet en el Cadastre napoleònic del 1812 (Arxius Departamentals dels Pirineus Orientals)

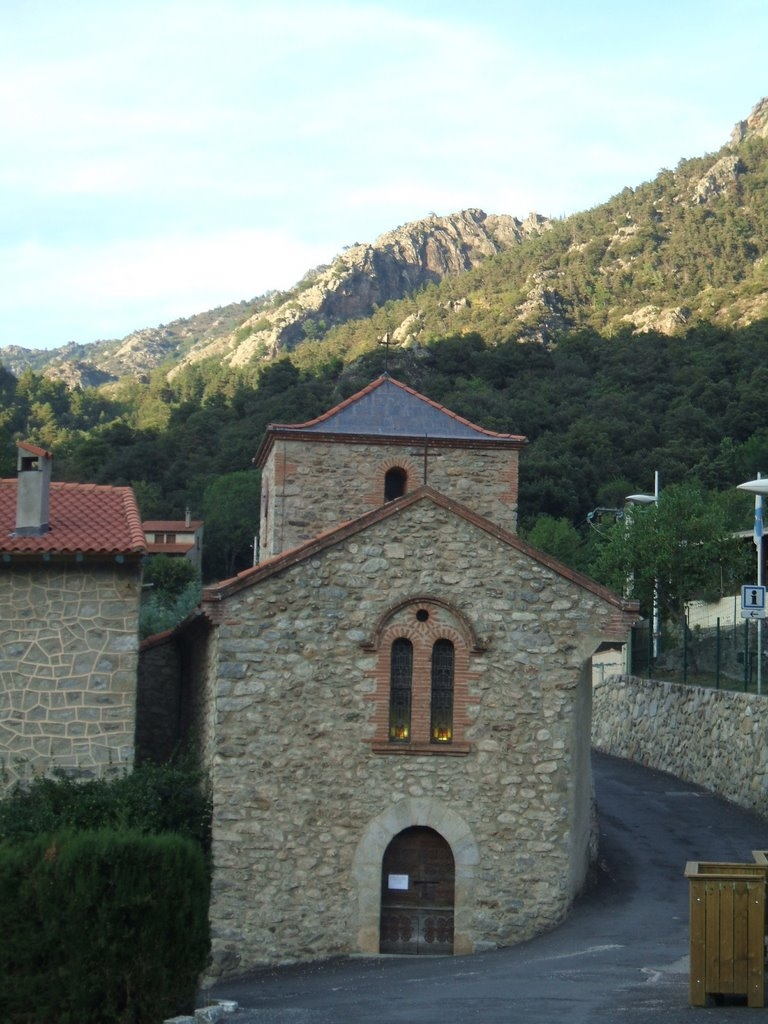
Façana de l'església

El poble de Castell de Vernet és situat a la vall del Cadí, al nord del terme comunal del seu mateix nom, poc abans que el Cadí surti del seu terme per entrar en el de Vernet. És un poble poc cohesionat, d'hàbitat dispers, amb l'església de Sant Martí en una posició aproximadament central entre les cases poc agrupades que formen el poble.

### Sant Martí Vell

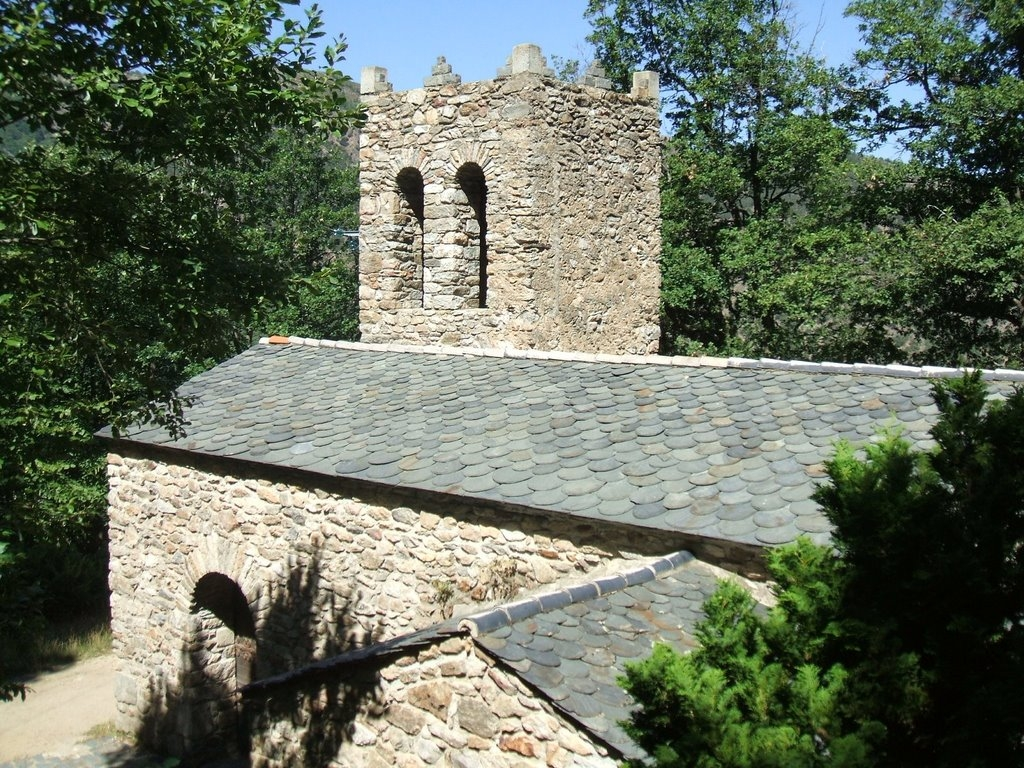
Sant Martí Vell

L'antiga església parroquial del terme de Castell de Vernet, també dedicada a sant Martí de Tours, és al costat del lloc on hi hagué el Castell Vell de Vernet. Les restes del castell són pràcticament del tot desaparegudes, mentre que l'església ha sofert una important restauració a finals del segle xx. És a llevant del poble, a 140 metres més d'altitud que el poble, al peu del camí que mena a Sant Martí del Canigó.

### Fortalesa de Castell
De fet, es tracta del vell castell de Vernet, actualment desaparegut. Era ran de l'església de Sant Martí Vel, al lloc on hi ha havia l'anomenada Porta forana, excavada a la roca.

### Sant Martí del Canigó

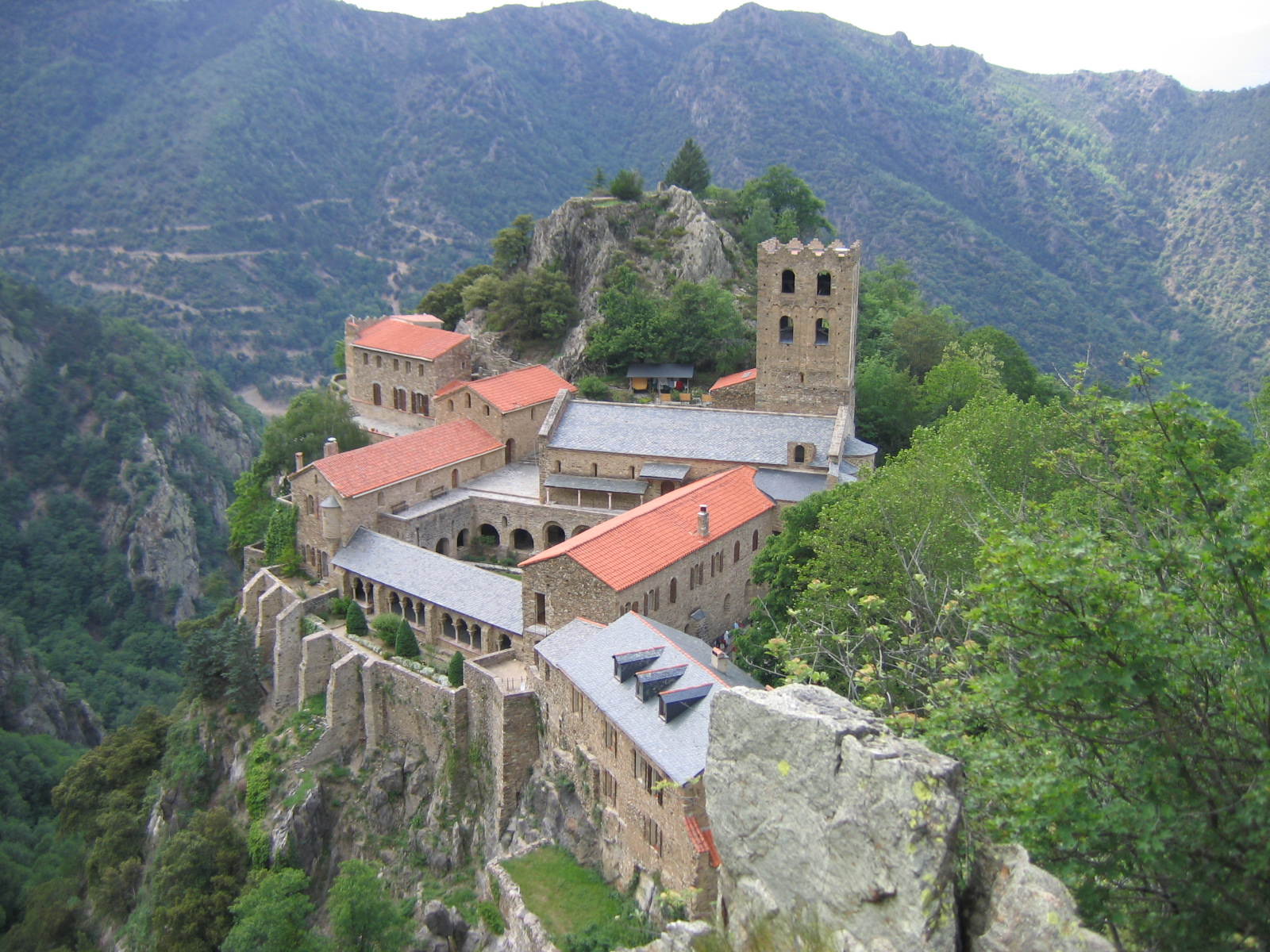
Sant Martí del Canigó

L'antiga abadia benedictina de Sant Martí del Canigó és al sud-est del poble de Castell de Vernet, 240 metres muntanya amunt respecte del poble.

### Capella de Sant Benet
La capella de Sant Benet és un oratori de l'abadia de Sant Martí del Canigó situada uns 270 metres al nord del monestir, al final d'un camí que parteix de ran dels absis del monestir.

### Els masos del terme
Poques són les construccions aïllades del terme de Castell de Vernet, a causa de la seva orografia. Així, s'hi poden trobar les barraques de la Cirerola i de la Llipodera, les cabanes de la Jaça de Cadí, del Pere, en ruïnes, del Rander, dels Plans de Cadí, també en ruïnes, de Morà i de Sant Benet. També hi ha alguns costals: Cortal Cases (dos), Cortal de les Eres, Cortal Jampí, Cortal Pidell i Cortal Vell. Hi ha també les ruïnes del Molí, i diversos ponts: de Bacivers, de la Roca, de Roc, la Porta Forana, i les ruïnes dels masos Rander i el Saüc. A la zona de muntanya hi ha diversos refugis: Refugi o Abric Aragó, Refugi del Pla Guillem, i Refugi o Cortal de Marialles. Cal destacar les esglésies de fora del nucli de població: el monestir de Sant Martí del Canigó, l'església de Sant Martí Vell, on hi havia hagut el Castell Vell de Vernet, i la capella de Sant Benet. Esment a part mereix la Torre de Goà.

### Hidrologia

#### Cursos d'aigua
El riu que vertebra tota la vall de Castell de Vernet és la del Cadí, en la seva capçalera i vall superior. Aquest riu es forma en els Gorgs de Cadí, a 2.371,2 metres d'altitud, a l'extrem sud-est del terme, sota i al sud-oest del Puig Sec i al nord-oest del Puig del Roc Negre, en el principal contrafort meridional del Canigó. Des d'aquest punt el Cadí davalla pels Plans de Cadí, en un tram conegut com a Còrrec dels Gorgs, passa ran i al sud del Refugi Aragó, sempre fent continus retombs, de primer cap a l'oest i després, rep per la dreta el Canal de la Font Aragó, i després per l'esquerra el Còrrec de Coma Mitjana, la Ribera de Bacivers, el còrrecs de la Font d'en Martí, el Comall del Coll Verd, el Comall dels Podeguers, tot seguit per la dreta els còrrecs de la Font d'Aragó, de la Font de la Pega, amb el de la Jaça de Cadí, i el Canal del Coll de Segalers.
Quan arriba a la regió de Marialles, rep per l'esquerra el Torrent de Set Homes, al lloc on hi ha el Gorg dels Coloms, la Ribera de la Llipodera (que hi aporta els canals de Bocacers, del Pla d'en Costa, de la Font del Ras de Set Homes, de la Jaça de les Anyelles, que s'origina a les Basses del Pla Guillem, de la Jaça del Meu, del Ras de Set Homes, de la Creu de Ferro, de la Roqueta, de la Jaça Vella de la Llipodera, de les Envolades, de Terrelló, de la Font de Marialles, de la Jaça de l'Òs i del Migdia), per la dreta el Canal Verd, el de la Xalada, el Gros, el de les Tallades, el Torrent de Morà, que hi aporta els canals de les Canals i dels Canalots, el dels Grevolats, on hi ha el Salt dels Grevolats, el dels Grevolats de Baix, el dels Tells i el dels Canalots, i per l'esquerra els canals de les Voltes i de les Romagueres, fins a l'afluència del Còrrec de Marialles, amb l'aportació dels canals del Saüc, dels Quatre Canals i del Rander. En un tram ple de retombs, el Cadí rep per la dreta el Canal de l'Odet, al lloc on hi ha la Cascada dels Canards, per l'esquerra els canals de l'Ós, de l'Audet, on hi ha el Gorg de l'Olla, i dels Bacs, i per la dreta els dels Astors i el d'Engany.
Continua, així, cap al nord-oest, passant per la Riberada i les Gorges de Cadí, rep els canals de les Rondoles, abans del qual hi ha la cascada anomenada Salt de l'Aigua, del Pas Cremat, del Solà del Cirer, per la dreta el Canal Fosc, el Torrent de la Mort, que hi aporta els canals d'en Caussís, de les Freixes, de la Freixa, i de la Roca Traucada, més tard el Clot de les Conques, i per l'esquerra el Canal de Bona Terra, i encara més al nord per la dreta el Canal d'en Batlle i el Còrrec de la Ridorta (amb els canals del Solà de les Tronques, del Bac de Morà, dels Avets, o Còrrec dels Trèmols, el Canal dels Verns i el de la Creu), fins que arriba al sud del poble de Castell de Vernet, al sud-oest del qual marca una girada de 90° cap al nord, de manera que passa a l'oest del poble. Just en el moment del canvi de direcció rep per l'esquerra el Còrrec del Coll de Jou (que hi aporta els canals de Creu Mitjana, de les Presons i dels Artigots, els còrrecs de la Solana, de la Torre, de l'Artiga del Salver, el Torrent de Través, els canals de les Esquerdes i de les Eres i el Còrrec de les Vinyes) i una mica més al nord, el Torrent de la Riudera. Passat el poble, al nord seu, rep per la dreta els còrrecs dels Esmorzadors (amb les aportacions dels canals de les Beçoses, dels Cirers i de la Mel, el darrer ran de la Cascada Dietrich) i el de la Guilla, un rere l'altre, i després per l'esquerra el Torrent de les Esplanes. De seguida, al Roc de Santa Maria, deixa el terme de Castell de Vernet i entra en el de Vernet.

#### Canals d'irrigació
A la zona plana del terme, al nord-oest, hi ha alguns canals d'irrigació: el Rec de Coll de Jau, o de la Llipodera, el Rec de Dalt i Baix i el Rec del Molí.

### Orografia
Els topònims de Castell de Vernet s'ajusten a les formes de relleu d'un terme orogràficament tan complex. Així, s'hi troben obagues: el Bac, Bac dels Monjos, Bac de Morà i Bac de Terrelló; boscs: el Bosc i Bosc de Marialles; clots: Clot de la Coma, Clot o Canal de la Guilla, Clot de la Torre, Clot de les Conques, Clot de les Vinyes, Clot dels Cirers, abans Canal del Rebent, Clot dels Trèmols, Clot d'en Batlle; colls: Collada de Donapà, Collada de la Roqueta, Collada de Mates Roges, Collada Llarga, Coll de Creu Mitjana, Coll de Jou, Coll de la Jaça d'en Vernet, Coll del Cavall Mort, Coll de Llavent, Coll dels Bocacers, Coll de Segalers, Collet de la Platja Llarga, Collet del Pas Cremat, Collet Verd, Collet Verd de Baix, Collet Verd de Dalt, Portella de Leca, Portella dels Tres Vents, Portella de Vallmanya; comes: la Coma, Comall dels Pagesos, Coma Mitjana; costes: la Costa Llisa i les Costes; gorgs: Gorg de l'Olla, Gorg dels Coloms i Gorgs de Cadí; muntanyes: Cim dels Cums, Pic Baix del Canigó, Pic de Bacivers, Pic de Donapà, Pic de la Jaça d'en Vernet, Pic de l'Alzina, Pic de la Mollera del Veguer, Pic de la Penya, Pic de la Riudera, Pic de la Roqueta, Pic de la Solana de l'Ós,
Pic del Bosc de la Vila, Pic del Pas Cremat, Pic dels Gorgs, Pic del Solà del Cirer, Pic dels Set Homes, Puig de la Falguerosa, Puig dels Tres Vents, Puig Rojà, Puig Sec, el Quazemí, o Pic de Quazemí, el Quazemí de Dalt, Roc de l'Àliga, Roc de les Massotes, Senyal de Set Homes; Plans: Pla d'en Costa, abans Roc del Lladre, Pla Guillem, Plans de Cadí i Pla o Prat Rossell; serres i serrats: Serra del Quazemí, Serra del Solà Gros, Serra dels Set Homes, el Serrat; solanes: el Solà del Cirer, el Solà de les Tronques, el Solà de Ramonet, la Solana, la Solana de Cadí, la Solana de l'Ós, la Solana del Quazemí, i tarteres: Tarteres de Set Homes.

### El terme comunal
Els indrets específics i partides del terme de Castell de Vernet són l'Artiga de Monet, l'Avet Gros, els Avets dels Set Homes, Bacivers, o el Baciver, el Banyatori, Bec de Canard, les Beçoses, Camí de la Cirerola, Camí de Sant Martí, Camp de la Ginesta, Camp del Prat, abans, els Prats, Canal de les Romagueres, Canal del Tell, la Castanyereda, Cavall Mort, la Cirerola, les Closes, Conca del Pic, Creu Mitjana, Donapà, les Eres, els Esmorzadors, o les Esmorzadores, les Esparcores, les Esplanes, les Esquerdes, o Esqueres, o les Queres, els Estanyols, les Feixes, Jaça de la Llipodera, Jaça del Pere, Jaça dels Porcs, Jaça de Marialles, Jaça de Morà, Jaça d'en Vernet, Jaça Vella de la Llipodera, Jaces de Cadí, Lladet, la Llipodera, Marialles, Mates Roges, la Menada, els Meners de la Penya, la Molina, o el Molí, Mollera Llarga, Molleres de Cadí, Morà, o Maurà, Muntanya de Cadí, l'Oratori, Orri de la Llipodera, Orri de la Roca Traucada, el Pas de la Menada, el Pas de l'Escala, el Pas de Terrerós, Passa dels Caralls, la Pinoseta, la Platja Llarga, el Pont, Pont de Bacivers, Pont de la Roca, Pont de Roc, la Porta Forana, els Pradots, Prat de Donapà, Prat Gros, abans els Prats, els Quatre Canals, el Rander, Ras de Set Homes, la Riberada, la Ridortera, la Riudera, la Roca Traucada, Roc de Cadí, Roc de la Jaça del Pla Guillem, Roc de la Solana, Roc de l'Avet Gros, Roc del Bastó, Roc de les Beçoses, Roc de les Eres, Roc del Migdia, Roc dels Eremites, Roc dels Isards, Roc de Marialles, Roc de Morà, Roc de Terrelló, Rocs dels Nins, les Roques d'en Vidal, abans Roc d'en Vidal, la Roqueta, Santa Maria, o Roc de Santa Maria, Sant Martí, el Saüc, abans els Saücs, Segalers, Terrelló, Terrerós, o Bac de Terrerós, o Bac de Terrelló, Terroja, Torre de Goà, Torrent de Través, les Tremoleres, la Vinya d'en Batlle, el Vinyal i les Vinyes.
N'hi ha que són ja noms antics, actualment en desús: el Camí Ample, Camí de Prats de Molló, Camí de Vallmanya, Camp de Campanya, Camp de la Casa, Camp d'en Fabra, el Campet, Cap de l'Alzina, les Caunyes, el Clot de la Coma, la Coma, el Comunal de Sant Martí, les Escaletes, els Esllaus, la Feixa del Mas, la Feixa d'en Però, les Feixes del Llo, els Pasquers Reials, la Pujada, la Pujada del Coll de Jou, el Riu del Pubillot, les Saleres, Terroja, el Torrent i la Vinya. Alguns topònims corresponen a senyals termenals, com la Creu de la Llipodera, la Creu del Roc, la Roca d'en Vidal, el Roc de l'Àliga, el Roc del Bosc del Sicre, el Roc de Marialles, el Roc de Morà, el Roc de Santa Maria, el Roc de Sant Galderic, Senyal del Roc de la Riudera i Senyal de Set Homes.

## Transports i comunicacions

### Carreteres
Una sola carretera arriba al terme de Castell de Vernet: la carretera D - 116 (Vilafranca de Conflent - Castell de Vernet), que uneix aquestes dues poblacions amb Cornellà de Conflent i Vernet entre elles. Castell de Vernet és a 2,9 quilòmetres de Vernet, a 5,4 de Cornellà de Conflent i a 8,2 quilòmetres de Vilafranca de Conflent.

### Transport públic col·lectiu
Castell de Vernet disposa de dos serveis diaris de la línia 240/241 de transport públic Le bus à 1 €. Aquesta línia uneix Castell de Vernet amb Vernet (5 minuts), Cornellà de Conflent (10 minuts), Vilafranca de Conflent (13), Rià (17), Prada (20) i Perpinyà (1 hora i 25 minuts) (directe entre les dues darreres poblacions). Circulen de dilluns a dissabte; diumenge i dies festius, sense servei.

### Els camins del terme
En el terme de Castell de Vernet hi ha alguns camins excursionistes molt concorreguts, com el Balcó del Canigó (GR - 10 / 36), alguns camins interiors del terme propi, com el Camí Ample, el de la Jaça de Cadí, el de la Ximeneia, el del Bac de Terrelló, el dels Meners, el de les Saleres de Terrelló, el de Marialles, el de Morà, el de Sant Martí, el Camí Vell del Coll de Jau, la Pista de Pla Guillem i la Pista de Marialles. Finalment, d'altres camins enllacen Castell de Vernet amb els termes i pobles del seu entorn: Camí de la Muntanya de Vernet, Camí de Prats de Molló, Camí Vell de Vernet, Ruta del Coll de Jau i Ruta de Vernet.

## Activitats econòmiques
La major part del terme és coberta de bosc, cosa que antigament donava peu a una sèrie d'activitats del sector primari que actualment estan pràcticament del tot abandonades. L'antiga explotació del bosc ha deixat pas actualment a una reserva natural que, en tot cas, té un ús turístic en el sector de l'excursionisme. Hi ha tan sols poc més de 20 ha dedicades a l'agricultura, en menys de deu explotacions, totes elles situades al nord del terne, on la vall del riu s'eixampla considerablement. Hi ha alguns arbres fruiters (pomeres i alguna perera), una mica de vinya, petits horts i algunes pastures. Una quarantena de caps de boví formen el cens ramader.
Avui dia, l'activitat principal gira entorn del monestir de Sant Martí del Canigó. Així, Castell de Vernet és força visitat per turistes, sobretot a l'estiu, que volen pujar el Canigó o bé reposar a l'estació termal de Vernet. Hi ha un hotel restaurant i un càmping, a més de diversos refugis forestals o de muntanya: Pla Guillem, la Jaça de Cadí, Aragó, Abric Cicerola, la Llipodera i Marialles.

## Història

### Edat mitjana
A l'Edat Mitjana, el terme de Castell de Vernet pertanyia al de Vernet. El vell castell de Vernet, ara denominat pels estudiosos Fortalesa de Castell, és esmentat a finals del segle ix (878 o 885): castrum Vernetum. A l'acta fundacional del monestir de Sant Martí del Canigó consta la donació al cenobi d'un alou comtal que, per la descripció que se'n té, coincideix en bona part amb el terme de Castell de Verneet. La senyoria del lloc estigué en mans de l'abat de Sant Martí fins a la fi de l'Antic Règim. Tota la muntanya del Canigó pertanyia al monestir, però els habitants de Castell de Vernet i de Vernet en tenien dret d'ús.

### Edat Moderna
No és fins al segle xviii que Castell de Vernet obtingué universitat pròpia, diferenciada de Vernet.

## Demografia

### Demografia antiga
La població està expressada en nombre de focs (f) o d'habitants (h)
| 10 f | 3 f | 6 f | 6 f | 21 f | 27 f |

Notes:
- 1515: dels quals, 4 f per a Sant Martí del Canigó
- 1553: dels quals, 6 f per a Sant Martí del Canigó
- 1720 i 1774: comptat amb Vernet.

### Demografia contemporània
| Evolució de la població |      |      |      |      |      |      |      |      |
| 1800                    | 1806 | 1821 | 1831 | 1836 | 1841 | 1846 | 1851 | 1856 |
| 109                     | 153  | 153  | 149  | 140  | 144  | 167  | 176  | 168  |

| 1861 | 1866 | 1872 | 1876 | 1881 | 1886 | 1891 | 1896 | 1901 |
| ---- | ---- | ---- | ---- | ---- | ---- | ---- | ---- | ---- |
| 180  | 184  | 149  | 151  | 165  | 159  | 159  | 162  | 145  |

| 1906 | 1911 | 1921 | 1926 | 1931 | 1936 | 1946 | 1954 | 1962 |
| ---- | ---- | ---- | ---- | ---- | ---- | ---- | ---- | ---- |
| 126  | 144  | 113  | 91   | 93   | 96   | 68   | 97   | 76   |

| 1968 | 1975 | 1982 | 1990 | 1999 | 2006 | 2007 | 2008 | 2013 |
| ---- | ---- | ---- | ---- | ---- | ---- | ---- | ---- | ---- |
| 59   | 50   | 52   | 102  | 130  | 126  | 125  | 124  | 134  |

| 2015 |
| ---- |
| 132  |

Fonts: Ldh/EHESS/Cassini fins al 1999, després INSEE a partir deL 2004

### Evolució de la població

Població 1962-2008

## Administració i política

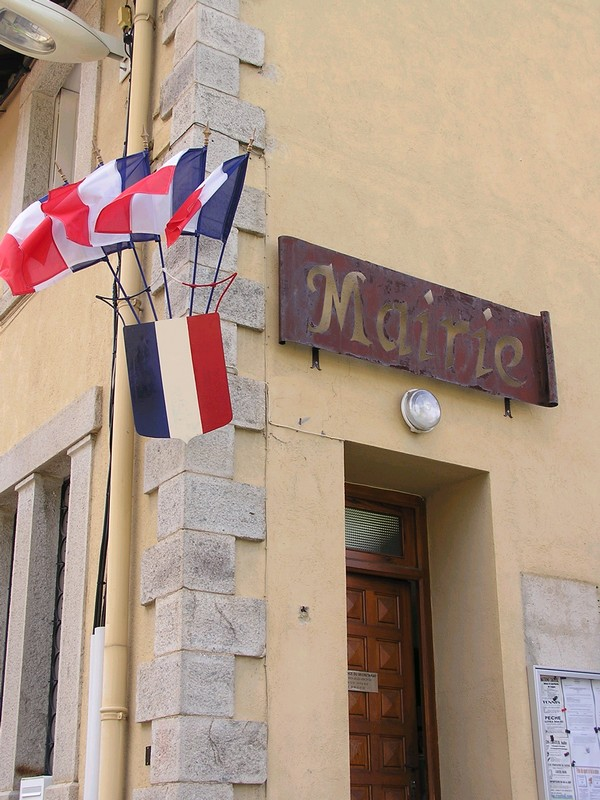
La Casa del Comú de Castell de Vernet

### Batlles
| Alcalde        | Període                       |
| -------------- | ----------------------------- |
| Alain Margail  | Març del 2001 - Març del 2008 |
| Juliette Cases | Març del 2008 - Moment actual |

### Legislatura 2014 - 2020

#### Batlle
- Juliette Cases.

#### Adjunts al batlle[10]
- 1r: Jean-François Machard
- 2n: Jérôme Cases
- 3r: Evelyne Bruzy.

#### Consellers municipals
- Véronique Cours
- Maryse Nedelec
- Martine Sombrin
- Eric Maldes
- Jean-Claude Piquemal
- Benoit Plancke
- Jean-Baptiste Delmelle.

### Adscripció cantonal

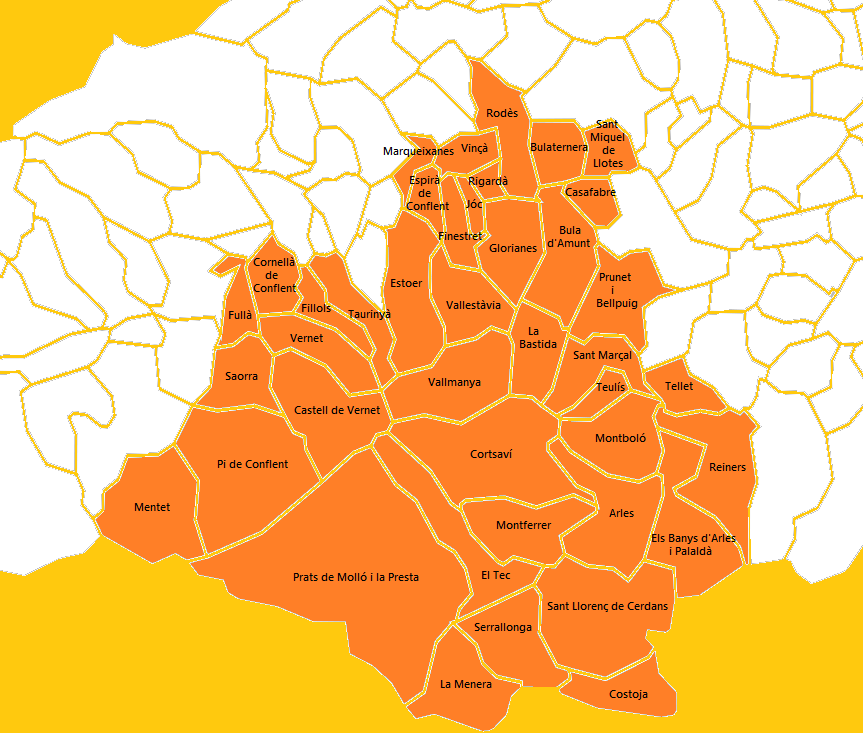
Mapa del cantó del Canigó

A les eleccions cantonals del 2015 Castell de Vernet ha estat inclòs en el cantó número 2, denominat El Canigó, amb capitalitat al poble dels Banys d'Arles, de la comuna dels Banys i Palaldà. Està format per les viles d'Arles, Prats de Molló i la Presta, Sant Llorenç de Cerdans, del Vallespir, i Vinçà, del Conflent, i els pobles del Conflent de Castell de Vernet, Cornellà de Conflent, Espirà de Conflent, Estoer, Fillols, Finestret, Fullà, Glorianes, Jóc, Marqueixanes, Mentet, Pi de Conflent, Rigardà, Rodès, Saorra, Taurinyà, Vallestàvia, Vallmanya i Vernet, els del Rosselló de la Bastida, Bula d'Amunt, Bulaternera, Casafabre, Prunet i Bellpuig, Sant Marçal, Sant Miquel de Llotes, Tellet i Teulís, i els del Vallespir dels Banys i Palaldà, Cortsaví, Costoja, la Menera, Montboló, Montferrer, Reiners, Serrallonga i el Tec forma part del cantó número 2, del Canigó (nova agrupació de comunes fruit de la reestructuració cantonal feta amb motiu de les eleccions cantonals i departamentals del 2015). Són conselleres per aquest cantó Ségolène Neuville i Alexandre Reynal, tots dos del Partit Socialista francès.

### Serveis comunals mancomunats
Castell de Vernet forma part de la Comunitat de comunes de Conflent - Canigó, amb capitalitat a Prada, juntament amb Prada, Arboçols, Campome, Campossí, Canavelles, Catllà, Clarà i Villerac, Codalet, Conat, Cornellà de Conflent, Escaró, Espirà de Conflent, Estoer, Eus, Fillols, Finestret, Fontpedrosa, Fullà, Jóc, Jújols, Marqueixanes, els Masos, Mentet, Molig, Mosset, Noedes, Nyer, Oleta i Èvol, Orbanyà, Orellà, Pi de Conflent, Rià i Cirac, Rigardà, Saorra, Serdinyà, Soanyes, Sornià, Tarerac, Taurinyà, Toès i Entrevalls, Trevillac, Vallestàvia, Vallmanya, Vernet, Vilafranca de Conflent i Vinçà.

## Ensenyament i Cultura
Atesa la seva minsa població, Castell de Vernet no té actualment cap centre d'ensenyament. Les escoles maternals i primàries més properes són les de Cornellà de Conflent, Fullà, Saorra, Taurinyà, Vernet i Vilafranca de Conflent. Els col·legis més propers són els d'Arles, Illa i Prada, i els liceus, el Charles Renouvier de Prada, amb les seves tres vies, general, professional i tecnològica.

## Llocs i monuments
La comuna és principalment coneguda per tenir l'Abadia de Sant Martí del Canigó, que és situada a tres quarts d'hora a peu des del poble. Hi ha un servei de transport en vehicles tot terreny que hi porta, de forma permanent pràcticament tot l'any.

## Personatges lligades a la comuna
- El comte Guifré II de Cerdanya, fundador de l'abadia de Sant Martí del Canigó.